# Ортизеј
Ортизеј (итал. Ortisei) је насеље у Италији у округу Болцано, региону Трентино-Јужни Тирол.
Према процени из 2011. у насељу је живело 4306 становника. Насеље се налази на надморској висини од 1217 м.

## Становништво
Према резултатима пописа становништва 2011. у општини је живело 4.653 становника.
| 1931. | 1936. | 1951. | 1961. | 1971. | 1981. | 1991. | 2001. | 2011. |
| ----- | ----- | ----- | ----- | ----- | ----- | ----- | ----- | ----- |
| 2.216 | 2.535 | 2.803 | 3.196 | 3.961 | 4.106 | 4.222 | 4.484 | 4.653 |